# Static-X
Static-X est un groupe de metal industriel américain formé en 1994, originaire de Los Angeles, en Californie. Les fondateurs sont le chanteur et guitariste Wayne Static et le batteur Ken Jay. La formation se popularise en 1999 avec la sortie de Wisconsin Death Trip, album au son metal industriel qui attire l'intérêt dans la scène émergente nu metal à la fin des années 1990 et sera certifié disque de platine aux États-Unis.
Le groupe publie cinq autres albums pendant la décennie qui suit : Machine en 2001, Shadow Zone en 2003, Start a War en 2005, Cannibal en 2007, et Cult of Static en 2009. Static-X se met ensuite en pause indéfinie jusqu'à un bref retour en 2012 et sa séparation en 2013. En novembre 2014, Wayne Static meurt à 48 ans.
Pour rendre hommage à leur ancien ami (malgré les affaires avant le décès de Static), les membres originaux (Campos, Jay et Fukuda) restants se retrouvent en 2018 pour enregistrer et sortir un album en 2019 avec les dernières parties vocales enregistrées par Wayne Static. L'album s'appellera "Project Regeneration".

## Biographie

### Formation,Wisconsin Death TripetMachine(1994–2001)

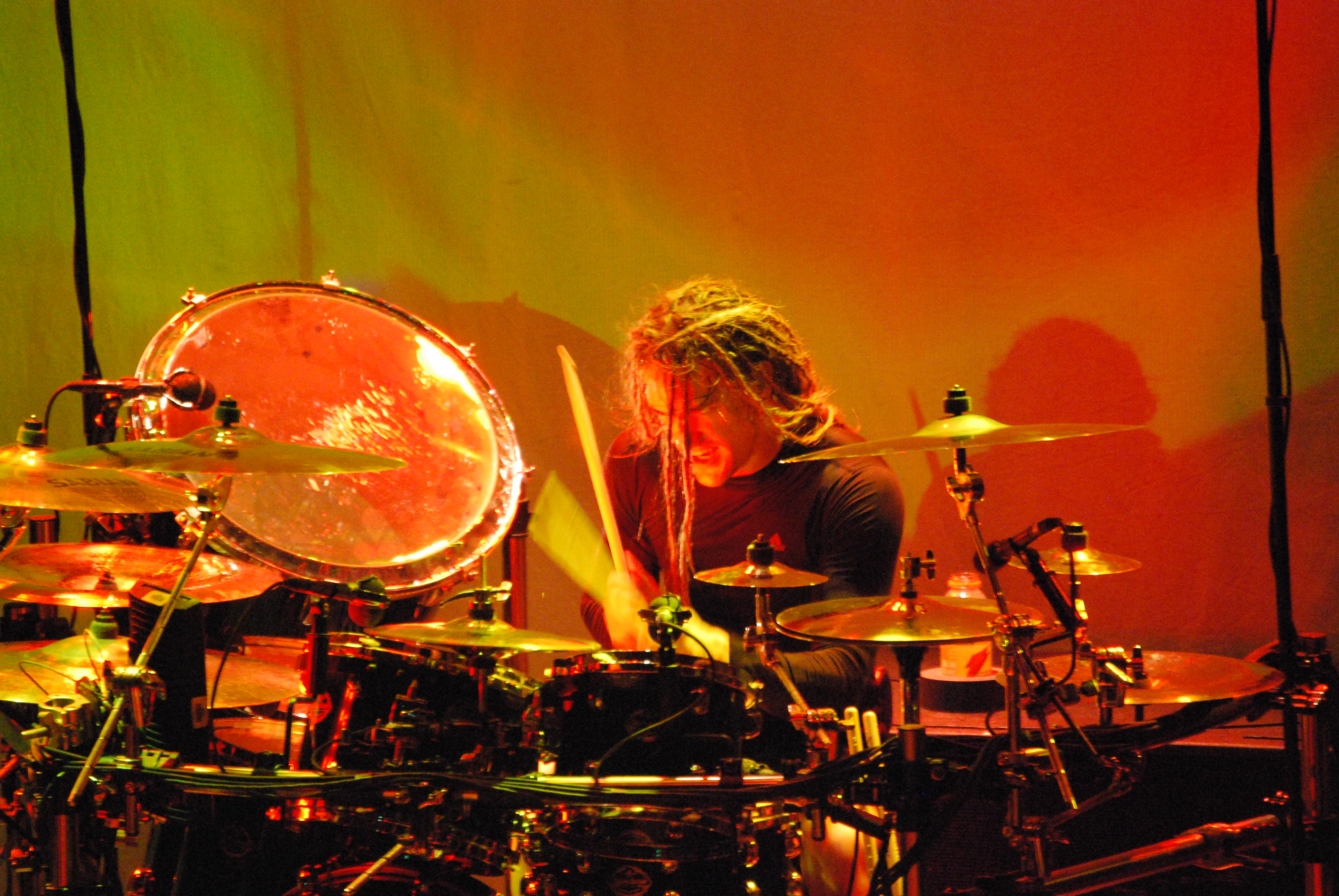
Nick Oshiro sur scène.

Le groupe est formé en 1994 par Wayne Static (chant et guitare) et Ken Jay (batterie) sur les bases de leur ancien groupe Deep Blue Dream. Après quelques recherches infructueuse de nouveaux membres, ils finissent par trouver Tony Campos (basse) et Koichi Fukuda (guitare) à Los Angeles où la nouvelle formation écumera les clubs et les bars. Le groupe finit par se faire remarquer par Warner Bros. Records qui les signera en 1998 et leur permettra de sortir Wisconsin Death Trip (disque de platine), le 23 mars 1999 aux États-Unis. Un EP sortira en 2000 sous le titre de The Death Trip Continues.
En 2001, peu avant la sortie du second opus du groupe, Machine, Koichi Fukuda, éreinté par l'immense tournée ayant suivi Wisconsin Death Trip décide de quitter le groupe et fonde Revolve, groupe local de Los Angeles. Il sera remplacé par Tripp Rex Eisen (guitare et également ex-membre de Murderdolls). Ce nouvel album, qui a fait connaître le groupe dans beaucoup de pays, est publié le 22 mai 2001. La même année, un DVD live tourné lors de leur tournée à l'Ozzfest est publié, mais il est très vite retiré de la vente à cause de problèmes sur les droits d'auteur, Sharon Osbourne ayant menacé de les poursuivre. Seuls 500 exemplaires du DVD existent, ce qui en fait un objet de collection très rare[réf. nécessaire].

### Shadow ZoneetStart a War(2002–2006)

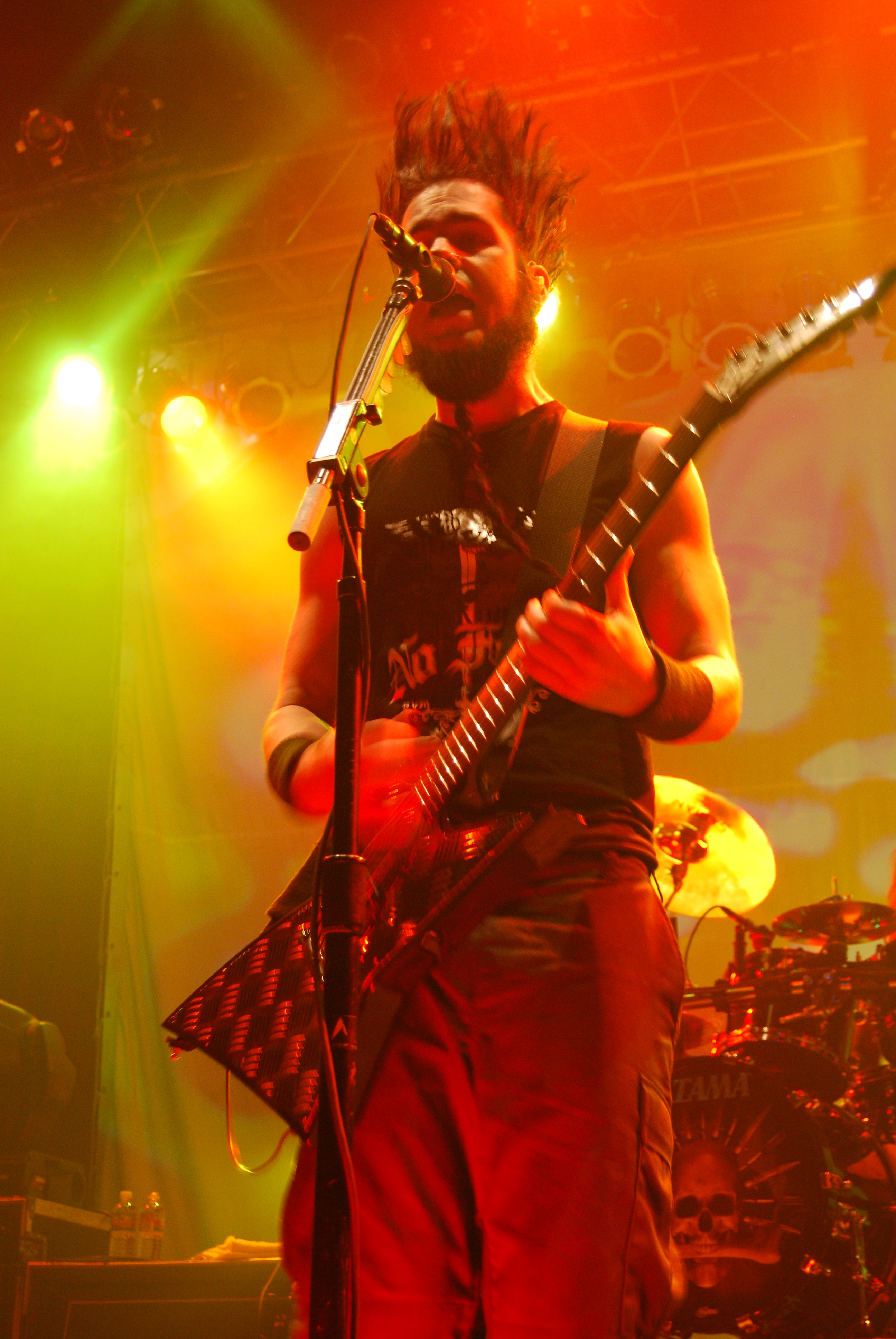
Wayne Static sur scène.

2003 voit encore un changement de formation. Ken Jay quitte le groupe avant l'enregistrement du troisième album Shadow Zone. Nick Oshiro, ancien de Seether, est choisi pour le remplacer, et Shadow Zone peut arriver dans les bacs le 7 octobre 2003. Pour la première fois, une version accompagnée d'un DVD est disponible dans le commerce. Shadow Zone atteint la 20e place du Billboard 200, mais n'est pas certifié contrairement à ses deux prédécesseurs.
Le 20 juillet 2004, Static-X propose aux fans avec Beneath... Between... Beyond une collection de titres rares ou de démos. Le groupe se remet ensuite au travail pour préparer leur quatrième album. Mais en février 2005, Tripp Eisen est arrêté pour détournement de mineur. Le groupe décide aussitôt de se séparer de lui. Koichi Fukuda ayant été précédemment appelé pour poser les samples et une partie des progs de l'album se voit dès lors officiellement réintégrer en tant que guitariste. Start a War pourra finalement sortir le 14 juin 2005. Cet album existe également dans une version avec DVD.

### CannibaletCult of Static(2007–2009)
Le cinquième album du groupe, Cannibal, est publié le 3 avril 2007 aux États-Unis. Plusieurs titres de Static-X sont repris pour les thèmes musicaux de jeux vidéo ou de films, comme Duke Nukem: Land of the Babes (Push It), Street Skater 2, Shaun Palmer Pro Snowboarding, Need for Speed Underground, Need for Speed Most Wanted, La Reine des Damnés, et Saw III (No Submission). Le 20 mars 2007, l'album précède d'un EP exclusif intitulé Destroyer, qui débute 36e des classements américains avec plus de 30 000 exemplaires vendus. Le 10 mai 2007, le groupe est annoncé à l'Ozzfest 2007. À cette période, Static annonce son intention de publier un album solo, d'abord sous le titre de Pighammer.
Le 17 mars 2009, Static-X sort son sixième album qui s'intitule Cult of Static. Cet opus est plus lourd et le synthétiseur plus présent que jamais. Il atteint la 16e place du Billboard 200, le mieux classé des albums de Static-X depuis leur deuxième album studio, Machine. Le titre Lunatic est apparu sur la bande originale du film Punisher: War Zone.

### Pause, séparation et décès de Wayne (2010–2014)
Après une période de pause et un album solo pour Wayne Static, il est annoncé que le groupe se reformerait pour une tournée en été 2012. Mais aucun des anciens membres à l'exception de Wayne ne fait partie de ce retour. En juin 2013, Wayne Static annonce dans une interview la fin de Static-X. Ceci est dû à un conflit entre Tony Campos et Wayne Static pour l'obtention des droits d'utiliser le nom Static-X. Wayne Static déclare « Static-X c'est terminé, c'est la fin, il n'y a plus de Static-X. »
Wayne Static meurt le 1er novembre 2014 à l'âge de 48 ans,.

### Retour du line-up original et nouvel album (depuis 2018)
Le 23 octobre 2018, la page Facebook du groupe se réactive. Tony Campos étant le seul ayant droit, il décide avec le line-up original de "Wisconsin Death Trip" d'enregistrer avec Ken Jay et Koichi Fukuda de nouveaux titres en y incorporant les dernières parties de voix enregistrées par Wayne Static. L'album sort en 2020 sous le nom "Project Regeneration, Vol. 1" avec 12 nouvelles chansons et comprend les voix des invités David Draiman, Ivan Moody, Dez Fafara, Burton C. Bell, Al Jourgensen, Edsel Dope et autres pour accompagner la voix de Wayne Static.
En 2019, le groupe s'est lancé dans une tournée mondiale pour célébrer le 20e anniversaire de leur premier album Wisconsin Death Trip. Durant cette tournée, un hommage à la mémoire de Wayne Static a lieu avec un chanteur non identifié nommé "Xer0" portant un masque à l'effigie de Static. Cette décision a reçu des retours mitigés, certains journalistes le qualifiant de « cosplay effrayant de Wayne Static » ou de « zombie de Wayne Static ». Le groupe a insisté sur le fait que la famille de Wayne Static a donné son accord, et Ken Jay a noté que cela correspondait au « sens de l'humour terriblement morbide » de Wayne Static. Bien que l'identité de Xer0 n'ai jamais été officiellement révélée, des spéculations ont généralement porté sur Edsel Dope, le chanteur de Dope,. Edsel lui-même a d'abord nié, mais a ensuite admis que c'est lui qui tient le rôle de Xer0, affirmant que lui et le groupe estimaient que Xer0 devrait être une entité distincte de Dope. Le masque a été réalisé par Laney Chantal, épouse de Twiggy Ramirez.
Le 6 février 2020, le groupe publie Hollow (Projet Régénération), la première chanson extraite de son prochain album nommé Project: Regeneration Vol. 1. Il a ensuite été annoncé que Project Regeneration serait désormais composé de deux volumes, chacun contenant au moins 10 chansons, toutes avec le chant de Wayne Static. L'album devait sortir le 15 mai 2020, mais a finalement été repoussé pour sortir le 10 juillet 2020 en raison des retards de fabrication associés à la pandémie de COVID-19. Le groupe a repris le travail sur le volume 2 peu de temps après la sortie du premier volume.
Le 22 août 2021, Tony Campos a déclaré que le groupe travaillait sur Project : Regeneration Vol. 2, qui comprend également du matériel récupéré, ainsi que des chansons entièrement nouvelles. Le 8 février 2023, le groupe a annoncé que l'album sortirait le 3 novembre. Le premier single extrait de Project: Regeneration Vol. 2 est une reprise de Terrible Lie de Nine Inch Nails. Le 12 juin, le Machine Killer Tour a été annoncé avec une tête d'affiche partagée avec Sevendust. La sortie de l'album a finalement été repoussée au 26 janvier 2024, soit près de dix ans après la mort de Wayne Static. Edsel Dope a cité les chansons "Black Star" et "Stay Alive" comme raisons du retard, toutes deux construites à partir de matériel découvert à la dernière minute,.

## Discographie

### Albums studio
- 1999 : Wisconsin Death Trip
- 2001 : Machine
- 2003 : Shadow Zone
- 2005 : Start a War
- 2007 : Cannibal
- 2009 : Cult of Static
- 2020 : Project: Regeneration Vol. 1
- 2024 : Project: Regeneration Vol. 2

### Compilation
- 2004 : Beneath... Between... Beyond...

### Album live
- 2008 : Cannibal Killers Live

### DVD
- 2001 : Where the Hell Are We and What Day is It... This is Static-X
- 2008 : Cannibal Killers Live

### Vidéo clips
- 1999 : Push It
- 2000 : I'm With Stupid
- 2000 : Bled for Days
- 2001 : This is Not
- 2001 : Black and White
- 2002 : Cold
- 2003 : The Only
- 2003 : So
- 2005 : I'm the One
- 2006 : Dirthouse
- 2007 : Destroyer
- 2007 : Canibal (Live)
- 2009 : Stingwray
- 2020 : Hollow (Project Regeneration)
- 2020 : All These Years
- 2020 : Bring You Down (Project Regeneration)
- 2020 : Dead Souls
- 2021 : Terminator Oscillator
- 2023 : Terrible Lie
- 2023 : Stay Alive
- 2023 : Z0mbie
- 2024 : Ostego Placebo

## Membres

### Membres Actuels
- Tony Campos — basse, Chœurs (1994-2010, depuis 2018)
- Koichi Fukuda — guitare, Programmation (1994-2000, 2005-2010, depuis 2018)
- Ken Jay — batterie (1994-2002, depuis 2018)
- Xer0 — chant, guitare (depuis 2018)

### Anciens membres
- Wayne Static — chant, guitare (1994-2013) [décédé en 2014]
- Tripp Eisen — guitare (2001-2005)
- Nick Oshiro — batterie (2003-2010)
- Diego Ibarra — guitare (2012-2013)
- Brent Ashley — basse, Chœurs (2012)
- Andy Cole — basse, Chœurs (2012-2013)
- Sean Davidson — batterie (2012-2013)

### Membres additionnels
- Josh Freese — batterie en studio (sur Shadow Zone)
- Marty O'Brien — basse en concert (2001)
- Will Hunt — batterie en concert (2007, 2009)